# Danuše Zdeňková
Danuše Zdeňková (* 5. července 1976 Šumperk) je bývalá reprezentantka Česka v judu a dalších zápasnických stylech.

## Sportovní kariéra
Judu se věnovala v Hradci Králové pod vedením Pavla Petřikova staršího. V roce 1999 nahradila v reprezentaci Radku Štusákovou, která ten rok plnila mateřské povinnosti. V roce 2000 dostala před Štusákovou přednost v nominaci na mistrovství Evropy. Vypadla však ve druhém kole a přišla o možnost startu na olympijských hrách v Sydney.
Sezóna 2003 byla z jejího pohledu nejúspěšnější, na mistrovství světa v Osace získala cenný skalp pozdější olympijské vítězky Ajumi Tanimoto.
V olympijském roce 2004 se jí však nedařilo a pro kvalifikaci na olympijské hry v Athénách jí scházely body. Po nezdařené kvalifikaci začala koketovat s příbuzným sportem sambem, ve kterém se v roce 2005 stala mistryní Evropy. Česko reprezentovala i v středoasijském Kuraši.
Ještě jako aktivní judistka dva roky vedla českou reprezentaci.
V roce 2003 vyhrála sportovní anketu judista roku.

## Výsledky

### Judo
| Turnaj             | 1999             | 2000             | 2001             | 2002             | 2003             | 2004             |
| Turnaj             | 23               | 24               | 25               | 26               | 27               | 28               |
| Turnaj             | polostřední váha | polostřední váha | polostřední váha | polostřední váha | polostřední váha | polostřední váha |
| ------------------ | ---------------- | ---------------- | ---------------- | ---------------- | ---------------- | ---------------- |
| Mistrovství světa  | úč.              |                  | úč.              |                  | úč.              |                  |
| Mistrovství Evropy | úč.              | úč.              | —                | úč.              | 7.               | úč.              |